# لينكولن ولفنشتاين
لينكولن ولفنشتاين (بالإنجليزية: Lincoln Wolfenstein)‏ (10 فبراير 1923 - 27 مارس 2015) كان عالمًا في فيزياء الجسيمات أمريكيًا درس التفاعل الضعيف. ولد ولفنشتاين عام 1923 وحصل على درجة الدكتوراه عام 1949 من جامعة شيكاغو. تقاعد من جامعة كارنيجي ميلون في عام 2000 بعد أن كان عضوًا في هيئة التدريس لمدة 52 عامًا. على الرغم من تقاعده، استمر في القدوم إلى العمل كل يوم تقريبًا.

## الروابط الخارجية
- ملف تعريف لينكولن ولفنشتاين في جامعة كارنيجي ميلون